# Maurice de Vlaminck
Maurice de Vlaminck (París, 4 de abril de 1876-Rueil-la-Gadelière, 11 de octubre de 1958) fue un pintor fovista francés. Vlaminck fue uno de los pintores que causaron escándalo en el Salón de otoño de 1905, que recibieron el apelativo de «jaula de fieras», dando nombre al movimiento del que formaba parte junto a Henri Matisse, André Derain, Raoul Dufy y otros.

## Biografía
Vlaminck proviene de una familia de músicos afincados en París, su padre procedía de Flandes y tocaba el violín y su madre era de Lorena y tocaba el piano. En un primer momento Vlaminck no tenía intención de dedicarse a la pintura y su verdadera vocación era ser ciclista de profesión, que combinaba con dar clases de violín o escribir novelas eróticas para ganarse la vida. Debido a una enfermedad —fiebres tifoideas— Vlaminck abandonaría el ciclismo y tras el servicio militar en el ejército y conocer casualmente en el tren de regreso a París a André Derain, se convence de que quizá su futuro esté en la pintura.
Junto a Derain alquilan un estudio donde ambos pintan y conviven creando una buena amistad que durará toda la vida. Con anterioridad, Vlaminck siempre destacó por ser un pintor autodidacta, alejado de las academias, que pintaba aquello que veía suceder alrededor suyo, bien fuera un incendio o el paso del Sena cerca de su casa. Su amistad con Derain le llevará a conocer y acercarse a la obra de van Gogh que le influirá en el colorido y la estética de sus obras.
En 1905, junto con Matisse, se presentará en el Salón de Otoño de París donde recibirán el nombre de «Los Salvajes» —«Les Fauves»— por su rompedora exposición. También representará en esta etapa flores que cambian respecto a su etapa anterior, los colores son mucho más fríos y oscuros aunque la estructura es similar, basada en flores realizadas como manchas en la pintura.
En 1911 viajará a Londres donde capta la atmósfera de la ciudad pintando ríos y puentes. Ya no habrá cambios sustanciales en su pintura, aunque sí en sus cielos que pasan a ser teatrales y tempestuosos. En 1913 vuelve a pintar con Derain en Marsella y Martigues. Durante la Primera Guerra Mundial, empezó a escribir poesía. Se instaló en Rueil-la-Gadelière, un pequeño pueblo al suroeste de París, y se casó con su segunda esposa, Berthe Combes, con quien tuvo dos hijas.
Su ego le hará luchar contra Hitler, aunque en 1941 aceptó un viaje por Alemania junto a otros siete artistas franceses patrocinado por Goebbels, y ponerse en contra de Pablo Picasso. Resentido porque el fauvismo había sido superado por el cubismo como movimiento de vanguardia artística, lo culpó "por arrastrar a la pintura francesa a un miserable callejón sin salida y un estado de confusión" en una diatriba contra el artista y el movimiento publicada en la revista Comoedia en junio de 1942.

## Obra

### Pinturas seleccionadas
- Orillas del Sena: Incorpora una línea vertical, aunque no hablemos de un cuadro estático. Trabaja los colores cálidos que nos acercan al cuadro, y los fríos, que nos alejan del mismo. Los árboles dan una sensación de movimiento debido a su inclinación que se enmarca en un paisaje bañado por el Sena que recuerda a van Gogh en el contorno de los árboles.
- El Remolcador (1905): Vlaminck trabaja los reflejos en el agua jugando con diferentes tipos de pinceladas entre el primer plano y el fondo.
- Campos, Rueil (1906 o 1907): Se trabaja siempre con un mismo sistema de pinceladas en diagonal que representan una carretera y una alambrada que prohíbe el paso.[1] Llama la atención como van Gogh inspira aquí en la representación de las marcas de luz, de los árboles y del color. En 1907 en París hay una retrospectiva de Paul Cézanne que visita y que le influye de tal manera que cambiará su manera de pintar. Prestará mucha más atención a la composición, defendiendo más la forma de los objetos y elementos representados. Se crean volúmenes sólidos que se encierran en masas que forman figuras geométricas... Esos colores fuertes y brillantes cambiarán a tonalidades suaves terminando así la fase fovista.
- Serie Bougival: Realiza obras de pueblos cercanos al Sena desde puntos de vista altos para reconocer mayor número de detalles...
- Vinos, licores (1910): Representa la calle del pueblo de Bougival, donde aparece el típico bar de vinos y licores.

### Retratos
Realizará también diferentes retratos que se acercan a Matisse en cuanto a las formas, pero se distancian en el color y la composición.
Después de la intervención en el Salón de otoño su fama aumenta y alcanzará los 6000 francos por encargo, muestra de su valía actual. El fovismo caerá en 1908 y Vlaminck se separará de Derain quien se acerca a las formas conceptuales de Picasso y Matisse mientras que Vlaminck los critica y prefiere investigar por su cuenta.